# Krypton
Krypton (chemická značka Kr, latinsky Krypton) je plynný chemický prvek, patřící mezi vzácné plyny.

## Základní fyzikálně-chemické vlastnosti

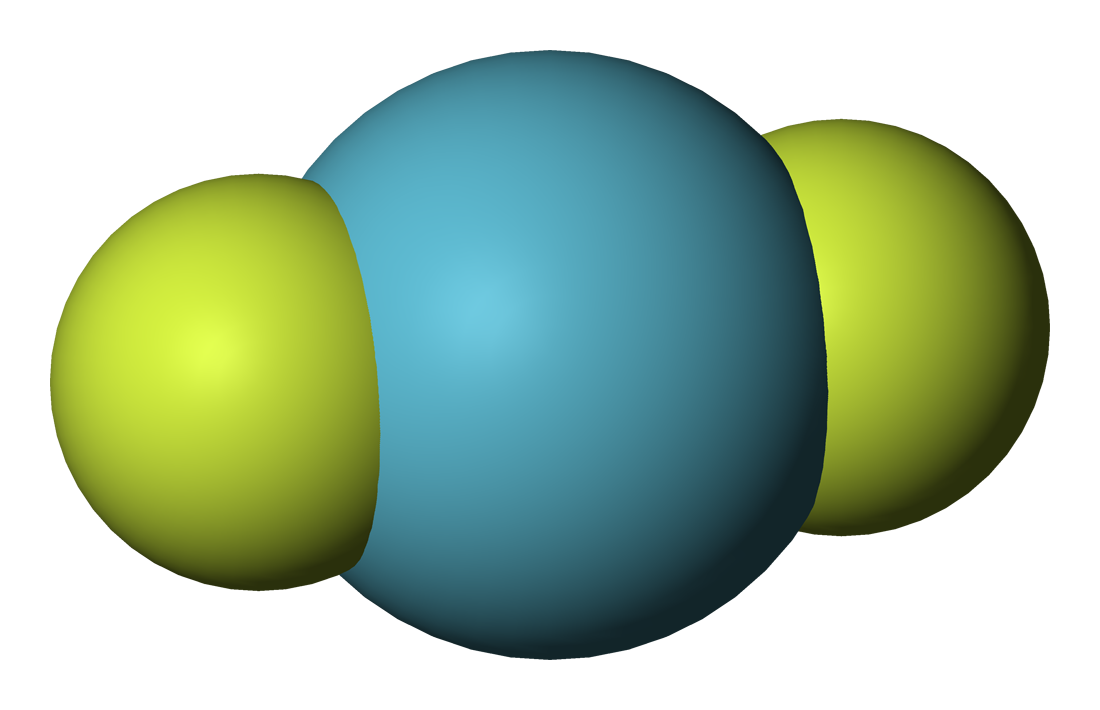
Fluorid kryptonatý

Bezbarvý plyn, bez chuti a zápachu, nereaktivní, téměř inertní. Chemické sloučeniny tvoří pouze vzácně s fluorem a kyslíkem, všechny jsou velmi nestálé a jsou mimořádně silnými oxidačními činidly. První připravenou sloučeninou byl fluorid kryptonatý, KrF2, těkavá bezbarvá pevná látka.
Krypton se na rozdíl od lehčích vzácných plynů rozpouští dobře ve vodě a ještě lépe v nepolárních organických rozpouštědlech. Krypton je možno při velmi nízkých teplotách zachytit na aktivním uhlí.
Krypton se stejně jako ostatní vzácné plyny snadno ionizuje a v ionizovaném stavu září. Toho se využívá v osvětlovací technice. Světlo vzniklé výbojem v kryptonu má zelenavou až světle fialovou barvu, která zřeďováním kryptonu přechází až v bílou.

## Historický vývoj
Poté, co William Ramsay objevil helium a spolu s lordem Rayleighem argon a správně oba plyny zařadil do periodické tabulky prvků, zůstalo mu volné místo před a za argonem. Podle těchto volných míst předpověděl William Ramsay v roce 1897 neon a krypton. Krypton byl objeven o rok později (tedy roku 1898) Williamem Ramsayem a Morrisem Traversem, kdy William Ramsay využil nové metody frakční destilace zkapalněného vzduchu a zároveň s kryptonem objevil i neon a xenon.
Prvek, který objevil první, pojmenoval skrytý – krypton. Poznal jej podle dvou čar v zelené a dvou čar ve žluté části spektra.

## Výskyt a získávání
Krypton je přítomen v zemské atmosféře v koncentraci přibližně 0,0001 %. Je získáván frakční destilací zkapalněného vzduchu. Vzniká také jako jeden z produktů radioaktivního rozpadu uranu a lze jej nalézt v plynných produktech jaderných reaktorů. Další možností získání kryptonu je frakční adsorpce na aktivní uhlí za teplot kapalného vzduchu.

## Využití

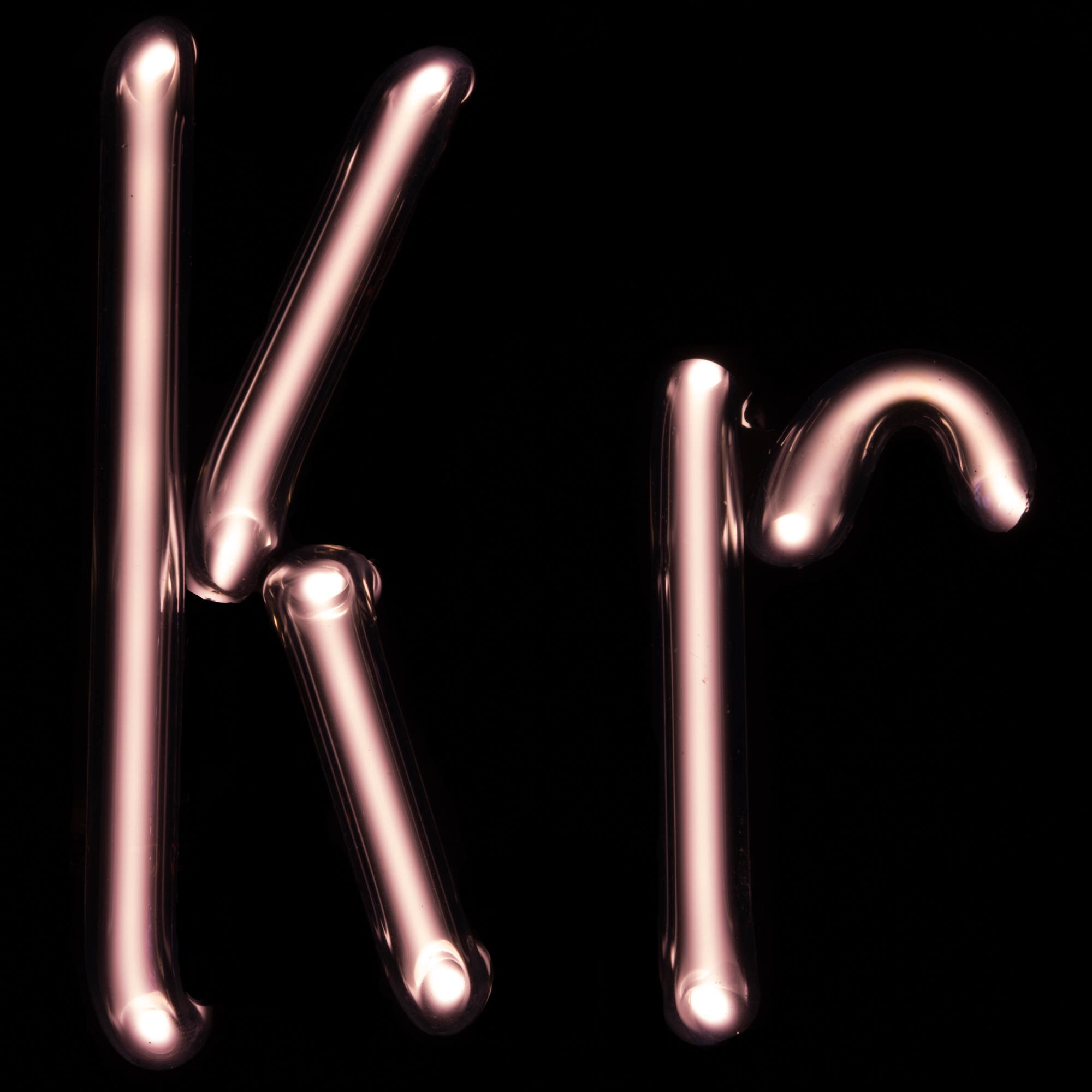
Kryptonová výbojka

Krypton má řadu izotopů, z nich šest je stabilních a další podléhají radioaktivní přeměně. Určení vzájemného poměru různých izotopů kryptonu může v určitých případech sloužit k datování stáří hornin nebo podzemních vod. Protože izotopy kryptonu vznikají i při výbuchu nukleárních bomb, výzkum zastoupení vybraných izotopů lze použít k posouzení velikosti depozice produktů jaderných zkoušek ve zkoumaných lokalitách.
V letech 1960–1983 sloužila vlnová délka emisní linie kryptonu k definici délkové jednotky metr v soustavě SI.
Krypton nachází uplatnění hlavně v osvětlovací technice, kde se ho využívá k plnění kryptonových žárovek a některých zářivek. Krypton se dá dále použít ve výbojkách, obloukových lampách a doutnavých trubicích. Světlo vzniklé výbojem v kryptonu má zelenavou až světle fialovou barvu, která se jeho ředěním v nádobě vytrácí a při velkém zředění začne vydávat bílé světlo.
Krypton se také spolu s některými dalšími inertními plyny používá pro plnění izolačních dvojskel.